# Anky van Grunsven

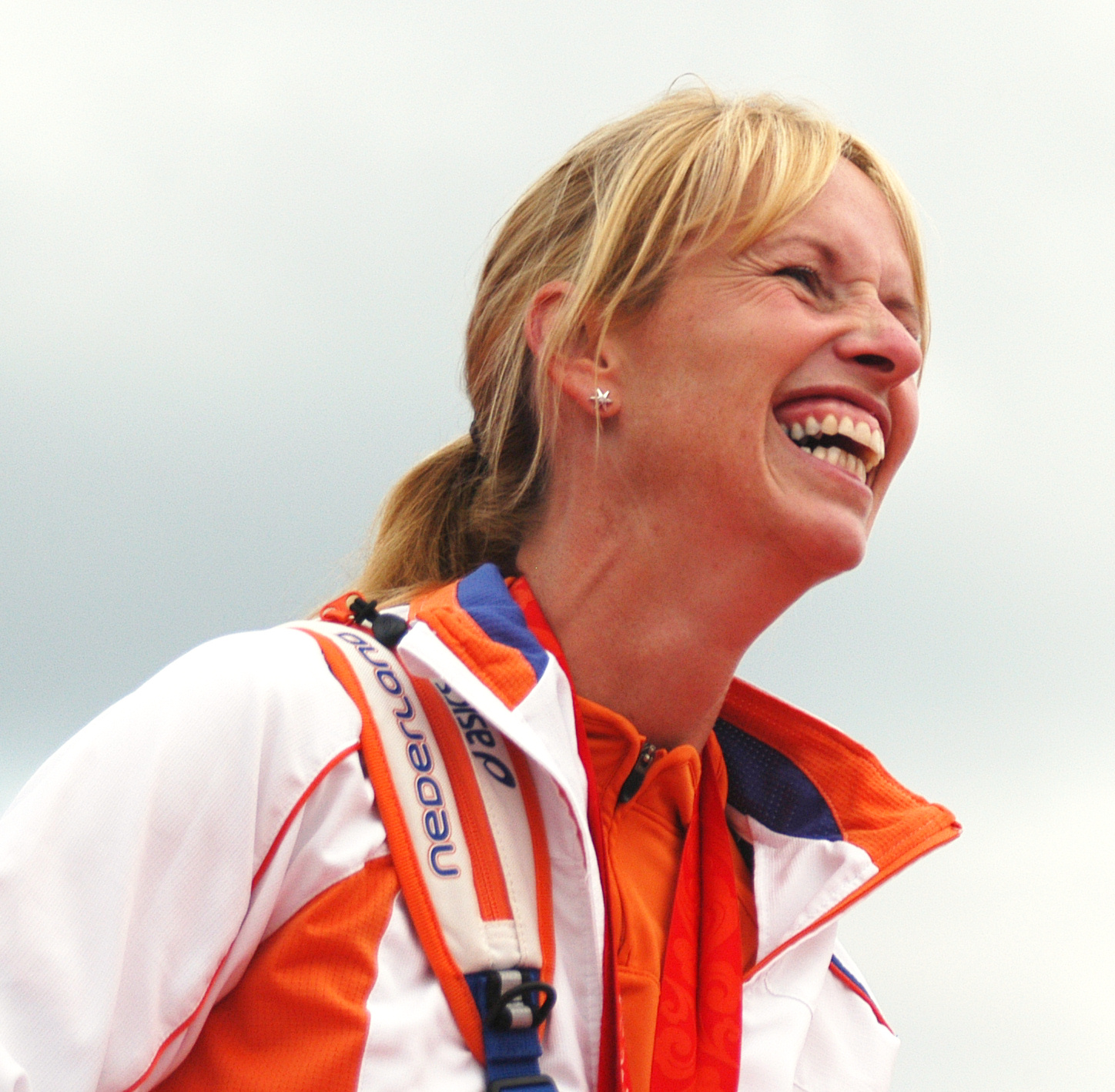
Anky van Grunsven (2008)

Theodora Elisabeth Gerarda van Grunsven (* 2. Januar 1968 in Erp), allgemein unter dem Namen Anky van Grunsven bekannt, ist eine niederländische Dressurreiterin. Zudem ist sie als Reiterin im Reining aktiv.

## Werdegang
Van Grunsven nahm zwischen 1988 und 2008 sechs Mal an Olympischen Spielen teil. 1992, 1996, 2000, 2004 und 2008 gewann sie mit der niederländischen Dressurequipe jeweils die Silbermedaille. In der Einzelkonkurrenz wurde sie 1996 Zweite und bei den Spielen 2000, 2004 und 2008 Olympiasiegerin. Bei den Olympischen Spielen 2012 ist sie mit Salinero erneut Teil der niederländischen Mannschaft.
Mit der niederländischen Equipe wurde sie bei den Weltreiterspielen 1994, 1998 und 2006 Zweite in der Mannschaftswertung und gewann 1994 (zusammen mit Isabell Werth) die Gold- und 1998 die Silbermedaille im Einzel sowie 2006 die Silbermedaille beim Grand Prix Spécial.
Ihr Spitzenpferd war bis zu den Olympischen Spielen in Sydney im Jahr 2000 der Wallach Bonfire, den sie danach, ebenso wie Isabell Werth ihren Gigolo, in den Ruhestand verabschiedete. In den 2000er Jahren war ihr Spitzenpferd Salinero, der zehnjährig die Olympischen Spiele 2004 in Athen gewann. Mit ihm wurde sie in Las Vegas Weltcupgewinnerin und Europameisterin 2005 im Einzel in Hagen. Gleichzeitig trug sie bei der Europameisterschaft entscheidend zum Gewinn der Silbermedaille hinter Deutschland bei. Zum letzten Mal setzte van Grunsven Salinero bei den Olympischen Spielen 2012 im Sport ein.
Mitte Oktober 2009 bestritt sie ihr erstes internationales Reining-Turnier. Für die Weltreiterspiele 2010 war sie in der Dressur aufgrund des Verkaufs von Painted Black und der Verletzung von Salinero nicht nominiert. Bei den Reining-Wettbewerben der Weltreiterspiele erreichte sie mit Whizashiningwalla BB mit der niederländischen Mannschaft Rang acht.
Ende 2012 wurde Anky van Grunsven, als erster Reiterin überhaupt, der Fanny Blankers-Koen Carrièreprijs des Nederlands Olympisch Comité*Nederlandse Sport Federatie (NOC*NSF) für ihr Lebenswerk verliehen.
Bei den Reining-Europameisterschaften 2015 in Aachen gewann Grunsven im Reining zusammen mit der niederländischen Equipe bestehend aus Olivier van den Berg, Jurgen Pouls und Rieky Young-Van Osch die Bronzemedaille.

## Kritik
Nach ihrem Sieg mit der niederländischen Equipe beim CHIO in Aachen 2005 sah sich van Grunsven in deutschen Fachmedien Angriffen ausgesetzt. Hintergrund waren ihre Trainingsmethoden, die als sogenannte „Rollkur“ (Hyperflexion) kritisiert wurden, die sie aber als Low Deep Round bezeichnete.
Ende August 2010 fand sie sich aufgrund eines Gerichtsverfahrens erneut in der Presse wieder. Das Pferdesportportal eurodressage.com hatte im Februar 2010 einen Artikel über eine Sitzung der FEI zum Thema Hyperflexion veröffentlicht. Der Artikel war mit einem Bild versehen, das Kopf und Hals von Anky van Grunsvens Salinero in extrem enger, aufgerollter Haltung zeigte, der Untertitel lautete Horse in the rollkur, hyperflexed position. Van Grunsven klagte auf Entfernung des Bildes, da ihr durch die Veröffentlichung Schaden entstehe. Die Chefredakteurin des Internetportals bezeichnete die Klage als Attacke auf die Pressefreiheit. Anfang September 2010 zog van Grunsven die Klage zurück.

## Privates
Anky van Grunsven ist verheiratet mit dem ehemaligen Nationaltrainer der niederländischen Dressurreiter, Sjef Janssen, dem Sohn des gleichnamigen erfolgreichen niederländischen Radrennfahrers.

## Sportliche Erfolge

### Olympische Spiele
- Goldmedaille (Einzel): 2000 mit Bonfire, 2004, 2008 mit Salinero
- Silbermedaille (Mannschaft): 1992, 1996, 2000 mit Bonfire, 2008 mit Salinero
- Silbermedaille (Einzel): 1996 mit Bonfire
- Bronzemedaille (Mannschaft): 2012 mit Salinero
- 4. Platz (Mannschaft): 2004 mit Salinero

### Weltmeisterschaften
- Goldmedaille (Einzel): 1994 (Kür), 2006 (Kür)
- Silbermedaille (Mannschaft): 1994, 1998, 2006
- Silbermedaille (Einzel): 1998, 2006 (Special)

### Europameisterschaften
- Goldmedaille (Mannschaft): 2007, 2009
- Goldmedaille (Einzel): 1999, 2005
- Silbermedaille (Mannschaft): 1995, 1997, 1999, 2005
- Silbermedaille (Einzel): 1997, 1997
- Bronzemedaille (Mannschaft): 1991

Reining:
- Bronzemedaille (Mannschaft): 2015

### Niederländische Meisterschaften
- Goldmedaille: 1990, 1991, 1992, 1993, 1994, 1995, 1996, 1997, 1998, 2000, 2003, 2005 und 2007
- Silbermedaille: 2004 und 2012 auf Salinero
- Bronzemedaille: 2002 und 2006 auf Salinero